# 佐伯昭志
佐伯 昭志（さえき しょうじ、1971年12月17日 - ）は、日本のアニメーター、アニメ演出家・監督、脚本家。神奈川県出身、血液型はAB型。帝京大学卒業。

## 人物
学生時代に自主制作アニメ『運び屋ミカちゃん』を制作した。
その後、ガイナックスに入社する。
1998年、『アキハバラ電脳組』にて鶴巻和哉とともに絵コンテを担当し、さらに同年放送された『彼氏彼女の事情』の第8話にて演出デビューを果たす。
また、『小さな巨人 ミクロマン』（絵コンテほか）など、ガイナックス以外の作品にも参加する。
シャフトとの共同制作である『まほろまてぃっく』 でガイナックス側のスタッフとして演出や原画などを担当し、同作の第2シーズン『まほろまてぃっく〜もっと美しいもの〜』では副監督を、2003年・2009年に放送された特別編では監督を務めた。
2015年頃にガイナックスを退社し、その後もアニメーション監督・演出家・脚本家として活動。
2018年には自身が脚本・絵コンテを担当した『ストライクウィッチーズ』第1期第6話をノベライズした『ストライクウィッチーズ Memorial Episode いっしょだよ』を角川スニーカー文庫より出版した。

## 主な参加作品

### テレビアニメ
1995年
- 新世紀エヴァンゲリオン（1995年 - 1996年、動画）

1997年
- バトルアスリーテス大運動会（1997年 - 1998年、原画）
- ポケットモンスター（1997年 - 2002年、原画）

1998年
- アキハバラ電脳組（絵コンテ）
- ルパン三世 炎の記憶〜TOKYO CRISIS〜（原画）
- カードキャプターさくら（1998年 - 1999年、演出・レイアウト・原画）
- 彼氏彼女の事情（1998年 - 1999年、脚本・絵コンテ・演出・原画）
- ジェネレイターガウル（原画）

1999年
- 小さな巨人 ミクロマン（絵コンテ・演出・原画）
- 地球防衛企業ダイガード（絵コンテ）
- メダロット（1999年 - 2000年、絵コンテ）

2001年
- まほろまてぃっく（脚本・絵コンテ・演出・原画）

2002年
- ぱにょぱにょデ・ジ・キャラット（絵コンテ）
- ぷちぷり*ユーシィ（2002年 - 2003年、絵コンテ）
- まほろまてぃっく〜もっと美しいもの〜（2002年 - 2003年、副監督・脚本・絵コンテ・演出・原画）

2003年
- まほろまてぃっく夏のTVスペシャル「えっちなのはいけないと思います!」（監督・絵コンテ・演出）

2004年
- この醜くも美しい世界（監督・シリーズ構成・脚本・絵コンテ・演出）
- 月詠 -MOON PHASE-（2004年 - 2005年、原画）

2005年
- これが私の御主人様（監督・シリーズ構成・脚本・絵コンテ・演出・原画・アイキャッチ作画）
- ぱにぽにだっしゅ!（絵コンテ・原画）
- シュガシュガルーン（2005年 - 2006年、絵コンテ・演出）

2007年
- ひだまりスケッチ（絵コンテ）
- 天元突破グレンラガン（脚本・絵コンテ・演出・原画・OPED演出）
- ハヤテのごとく!（原画）

2008年
- 俗・さよなら絶望先生（絵コンテ・演出）
- ストライクウィッチーズ（脚本・絵コンテ・演出）
- 屍姫 赫（OP演出）
- ミチコとハッチン（原画）
- 絶対可憐チルドレン（第二原画）

2009年
- まほろまてぃっく特別編 ただいま◆おかえり（監督・絵コンテ・原画）

2010年
- はなまる幼稚園（脚本・絵コンテ・演出）
- ストライクウィッチーズ2（脚本・絵コンテ・演出・第2原画）

2011年
- ダンタリアンの書架（絵コンテ・演出）

2012年
- めだかボックス（監督・シリーズ構成・脚本・絵コンテ・OP絵コンテ・演出）
- めだかボックス アブノーマル（監督・シリーズ構成・脚本・絵コンテ・演出・ED絵コンテ・演出）

2015年
- 放課後のプレアデス（監督・脚本・絵コンテ・演出）

2016年
- 想いのかけら（監督・脚本・絵コンテ・演出）

2017年
- 3月のライオン（絵コンテ）

2018年
- Fate/EXTRA Last Encore（絵コンテ）
- ピアノの森（2018年）絵コンテ
- 少女☆歌劇 レヴュースタァライト（絵コンテ）

2020年
- アサルトリリィ BOUQUET（監督・シリーズ構成・脚本・絵コンテ・原画）

2022年
- 連盟空軍航空魔法音楽隊ルミナスウィッチーズ（監督・シリーズ構成・脚本・絵コンテ・演出・OP絵コンテ）

2025年
- アポカリプスホテル（絵コンテ）

### OVA
- フリクリ（2000年 - 2001年）絵コンテ・演出・レイアウト・原画・動画
- トップをねらえ2!（2004年 - 2006年）第二原画

### Webアニメ
2011年
- 放課後のプレアデス（監督・脚本・絵コンテ・演出）

2021年
- アサルトリリィ ふるーつ（監督・絵コンテ）

### 小説
- 放課後のプレアデス 夢々のカケラ（2016年12月 放課後のプレアデス Blu-ray BOX特典）
- ストライクウィッチーズ Memorial Episode いっしょだよ（2018年7月 角川スニーカー文庫）

### その他
- ストライクウィッチーズ2挿入歌「器の大きな人の唄」（作詞）